# 당사자적격
당사자적격 (當事者適格) 또는 정당한 당사자(正當－當事者)는 특정의 청구에 대하여 당사자로서 소송을 수행(遂行)하여 판결을 받기 위하여 필요한 자격(당사자 적격·소송수행권)을 가진 자를 말한다.
구체적인 사건과의 관계에 있어서 ① 원고나 피고가 사건과 아무런 관계가 없는 경우 또는 ② 이들(원고와 피고)에게 판결을 하더라도 무의미한 경우 등은 이들이 정당한 당사자가 될 수 없으며 본안판결을 할 수 없다. 통상 청구의 내용이 지닌 권리관계의 주체가 되는 권리자·의무자가 정당한 당사자가 되는 것이다. 다만 다른 사람의 권리관계의 확인소송인 경우는 권리의무의 주체 이외의 자가 정당한 당사자가 된다.
또한 같이 제3자에게 당사자 적격이 인정되는 경우가 있다(제3자의 소송담당·소송신탁). (1) 법률상 어떤 재산의 관리처분권이 제3자에게 주어진 경우(파산관재인이나 유언집행자). (2) 민사소송법 62조의 검사와 같이 법률상 어떤 직무가 주어진 자(직무에 의한 당사자). (3) 어음의 추심위임배서에 있어서 피배서인과 같이 거래상 정당한 필요가 있는 경우에 본인의 의사로서 선택된 경우(임의적 소송담당). (4) 선정당사자(53조).

## 판례
- 판례에 의하면 채권에 대한 압류 및 추심명령이 있는 경우 제3채무자에 대한 이행의 소는 추심채권자만이 제기할 수 있고 채무자는 피압류채권에 대한 이행의 소를 제기할 당사자적격이 없다[1]
- 기존회사가 채무를 면탈할 의도로 기업의 형태․내용이 실질적으로 동일한 신설회사를 설립한 경우, 기존회사의 채권자가 두 회사 모두에 채무 이행을 청구할 수 있다[2]
- 항소의 제기에 관하여 필요한 수권이 흠결된 소송대리인의 항소장 제출이 있었다고 하더라도 당사자 또는 적법한 소송대리인이 항소심에서 본안에 관하여 변론하였다면 이로써 그 항소제기 행위를 추인하였다고 할 것이어서, 그 항소는 당사자가 적법하게 제기한 것이다[3]